# Szyroki
Szyroki (703 m n.p.m.) – szczyt na granicy polsko-słowackiej, którego polskie stoki znajdują się we wsi Jaworzynka w woj. śląskim, w pow. cieszyńskim, gminie Istebna. W regionalizacji fizycznogeograficznej Polski według Jerzego Kondrackiego znajduje się w Beskidzie Śląskim, w nowej regionalizacji na Międzygórzu Jabłonkowsko-Koniakowskim.
Na północną (polską) stronę opada z Szyrokiego krótki grzbiecik oddzielający dolinki dwóch dopływów potoku Krężelka. Jest na nim grzbietowa, zarastająca polana z kilkudomowym osiedlem Szerokie, stoki porasta las. W latach 2002–2006 na grzbieciku tym funkcjonowało schronisko studenckie – Chata na Szyrokim. Stoki południowe opadają ku dolinie potoku Rieka (Słowacja). Przez wierzchołek Szyrokiego Wierchu nie przebiega żaden znakowany szlak turystyczny.